# Тачдаун

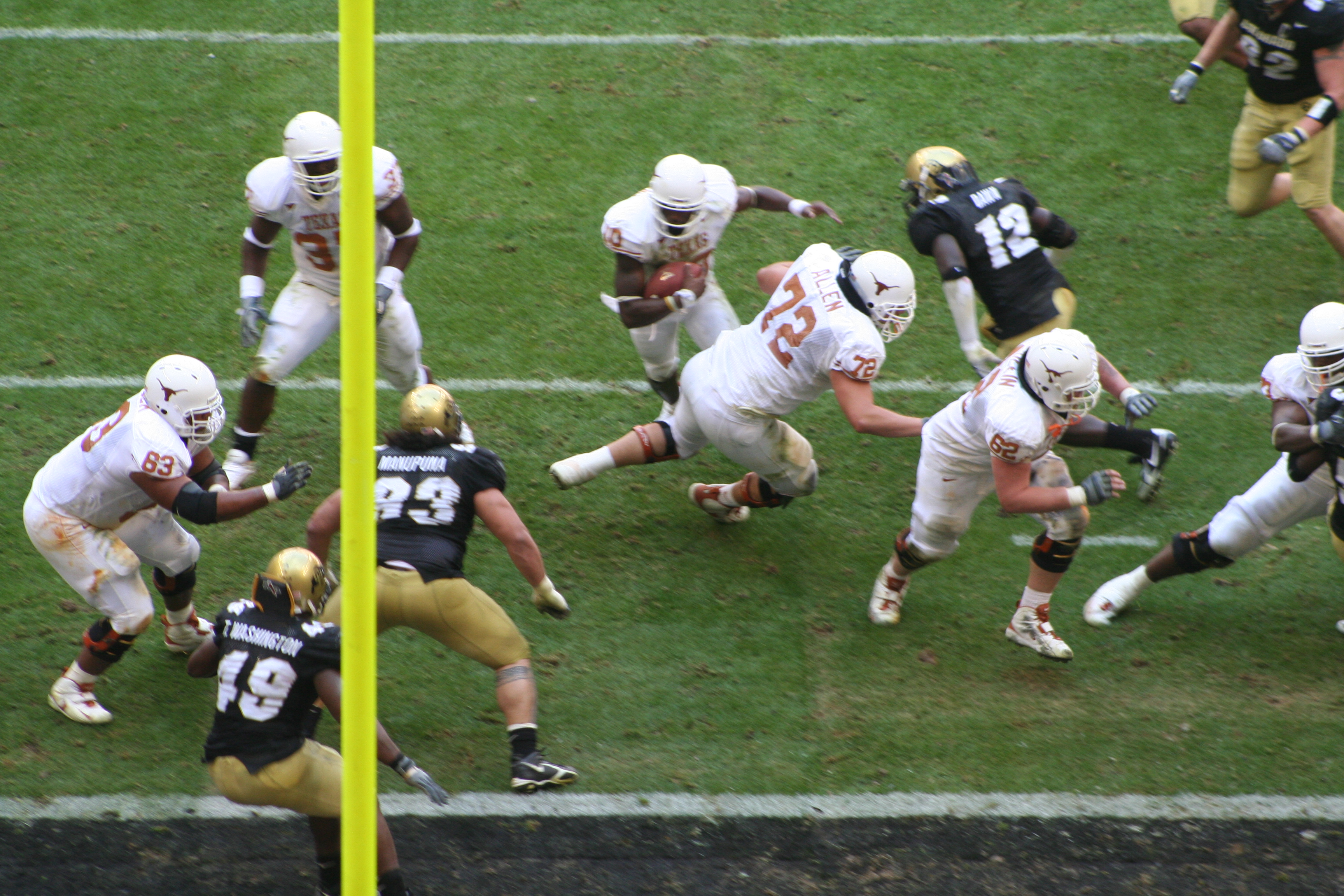
Тачдаун

Тачдаун (англ. touchdown — приземлення) — один зі способів набирання очок в американському та канадському футболі.

## Опис
Щоб заробити тачдаун, гравець атакуючої команди повинен доставити м'яч в очкову зону команди-суперника (англ. end zone). Це можна зробити двома способами: або гравець атакуючої команди разом з м'ячем забігає в очкову зону, або він же отримує пас, перебуваючи в очковій зоні суперника.
Зазвичай тачдаун заробляють гравці атакуючої лінії команди. Але також це можуть зробити й захисники, якщо вони відберуть м'яч у команди суперника (англ. fumble — звільнення), або перехоплять м'яч (англ. interception).

## Особливості
За кожен тачдаун команда отримує 6 очок + можливість додатково заробити очки (або зробити ще один тачдаун — 2 очки, або забити гол — 1 очко). При цьому м'яч ставиться за два або три ярди від очкової зони залежно від правил.
На відміну від регбі, щоб заробити тачдаун (у регбі — спроба) в американському та канадському футболі, не обов'язково при вході в очкову зону торкатися м'ячем землі. Достатньо тільки ввійти з м'ячем в очкову зону.
Після виконання тачдауна команда, яка заробила очки, пробиває початковий удар (англ. kickoff).